# Thermopsis
Thermopsis es un género de plantas con flores con 101 especies perteneciente a la familia Fabaceae. Es originaria de Norteamérica y Asia.

## Especies seleccionadas
- Thermopsis alpestris
- Thermopsis alpina
- Thermopsis alterniflora
- Thermopsis angustata
- Thermopsis annulocarpa
- Thermopsis arenosa
- Thermopsis argentata
- Thermopsis atrata
- Thermopsis barbata